# Narrative of a Journey in the Interior of China
Narrative of a Journey in the Interior of China (abreviado Narr. Journey China) es un libro con ilustraciones y descripciones botánicas que fue escrito por el médico y naturalista británico Clarke Abel y publicado en el año 1818.